# Olivier de Fremond
Olivier de Fremond, né le 5 juin 1854 à Metz et mort le 3 mars 1940 à Nantes, est un officier français. Activiste anti-maçonnique, il fut directeur du Comité anti-maçonnique et anti-juif de Loire-Atlantique.

## Biographie
La famille Fremond de La Merveillère est une famille d'ancienne bourgeoisie du Poitou, originaire de Chatellerault. Elle a conservé dans les environs de cette ville son domaine de La Merveillère à Thuré. 
Fils du polytechnicien Louis-Eudes de Fremond de La Merveillère (1823-1884), capitaine d'artillerie et receveur des finances, chevalier du Médjidié et de la Légion d'honneur, médaille de Crimée, Louis Charles Olivier de Fremond naît à Metz le 5 juin 1854. Saint-Cyrien de la promotion archiduc Albert (1873-1875), Olivier de Fremond est un camarade de promotion du maréchal Lyautey, avec lequel il maintiendra une longue amitié. Promu lieutenant au 7e Cuirassiers, puis capitaine de cavalerie au même régiment, il quitte le service actif en 1884. 
Il épouse, le 18 septembre 1882 à Nantes, Marie Alphonsine Armande Galbaud du Fort, fille d'Achille Galbaud du Fort et de Mathilde Boux de Casson.
Partisan de l'action française, il devient directeur du Comité Anti-Maçonnique et Anti-juif de Loire-Atlantique, il collabore également à La France antimaçonnique d'Abel Clarin de La Rive. C'est là qu'il rencontre René Guénon en 1913, puis Louis Charbonneau-Lassay, à qui il présente Guénon en 1924. Il entretiendra une importante correspondance avec ces deux figures clef de l'école traditionaliste. 
Également collaborateur de la Revue Internationale des Sociétés Secrètes de Mgr Jouin, Olivier de Fremond sera l'un des informateurs privilégiés de Guénon, qu'une longue polémique opposera à cette revue. Olivier de Fremond poursuit sa correspondance avec Guénon jusqu'en 1937, alors même que ce dernier s'est retiré en Égypte. À travers leurs échanges épistolaires, Charbonneau-Lassay et Fremond espéraient que leurs efforts ne seraient pas stériles pour maintenir Guénon sur la voie chrétienne après son départ au Caire. Comme Charbonneau-Lassay, Fremond était membre de la Société des antiquaires de l'Ouest et collaborait au Bulletin de la Société des Antiquaires de l'Ouest. Il avait hérité avec sa sœur de l'abbaye de La Réau à Saint-Martin-l'Ars en Poitou.
Olivier de Fremond décède le 3 mars 1940, à Nantes, en Loire-Inférieure.

## Publications
- (collaboration avec) Mme André Saintot: Le Château du Verger d'Antoigné et ses seigneurs, Poitiers, Société française d'imprimerie et de librairie, 1936. Extrait du Bulletin de la Société des antiquaires de l'Ouest, 1936.